# Phytodietus formosanus
Phytodietus formosanus är en stekelart som beskrevs av Jinhaku Sonan 1936. Phytodietus formosanus ingår i släktet Phytodietus och familjen brokparasitsteklar. Inga underarter finns listade i Catalogue of Life.